# لنگی (قوسار)
لَنگی (به ترکی آذربایجانی: Ləngi) یک منطقه مسکونی است که در شهرستان قوسار در جمهوری آذربایجان واقع شده‌است. این منطقه توسط دهیاری  ینی‌حیات اداره می‌شود.